# Giuseppe Aureli
Pour les articles homonymes, voir Aureli.
Giuseppe Aureli, né le 5 décembre 1858 à Rome et mort le 9 août 1929 à Anzio, est un peintre et aquarelliste italien. Son œuvre se distingue par ses sujets historiques, des portraits de familles nobles italiennes ainsi que des peintures de genre et des scènes locales, en particulier des œuvres sur des thèmes orientaux.

## Biographie
Giuseppe Aureli naît le 5 décembre 1858 à Rome. Il reçoit sa première éducation artistique précoce à l'Academia de San Luca où il est l'élève de Pietro Gabarini et de Cesare Maccari. Il participe à diverses expositions ; notamment : L'exposition internationale de 1888 à Munich et l'exposition universelle de 1893 à Chicago, mais ses œuvres orientales sont rarement  incluses dans ces premières expositions. Ayant son atelier au 48 Via Margutta à Rome, Giuseppe Aureli est en mesure d'échanger des idées avec les artistes orientalistes les plus prolifiques de l'époque. Il utilise le même escalier qui mène à une ribambelle d'ateliers dont ceux de Filippo Bartolini, Enrico Tarenghi, Nazzareno Cipriani, tous considérés comme faisant partie des maîtres orientalistes de Rome et de l'illustrateur, Ettore Ximenes. Avec ces influences, Giuseppe Aureli commence à peindre davantage d'œuvres ayant des sujets orientaux tels que des scènes de harem et des beautés exotiques. Il meurt en 1929 à Anzio.

## Travail
Bien que Giuseppe Aureli tire sa réputation principalement de ses peintures de l'Italie historique et de ses portraits de la famille royale italienne, son travail comporte de nombreuses représentations de scènes orientales, notamment : harems, gardes, bazars arabes et vie de rue. Son travail oriental comprend généralement des éléments tels que des instruments de musique exotiques, des peaux de léopard, des céramiques marocaines et des plantes de serre. Il travaille à l'aquarelle et à l'huile.
Des exemples de son travail peuvent être trouvés dans la Galleria Nazionale d'Arte Moderna et L'Aula del Consiglio Provinciale de Rome et dans des collections privées.

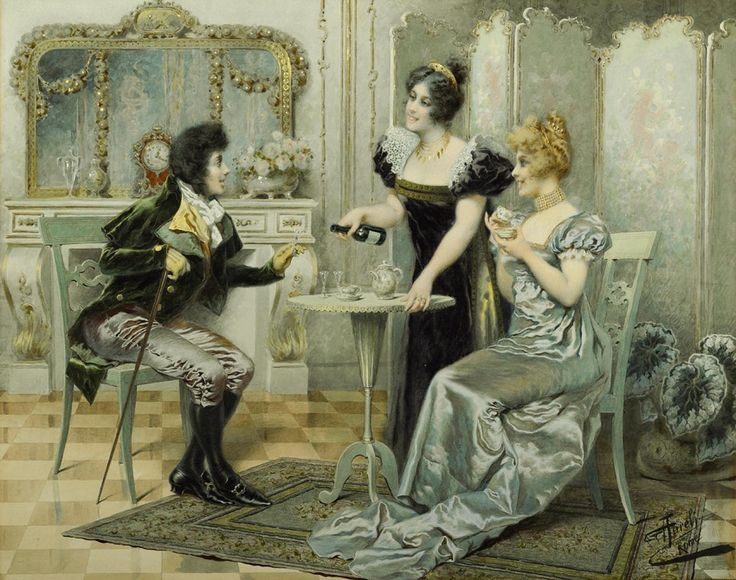
Un visiteur bienvenu, date inconnue.
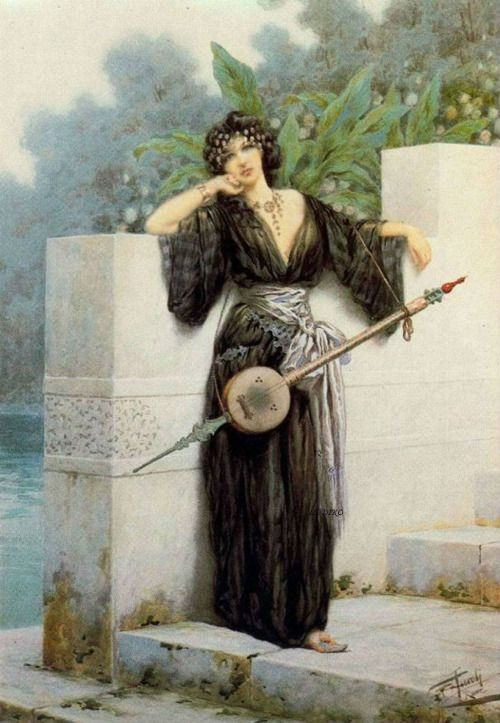
Beauté orientale avec instrument à cordes, date inconnue.
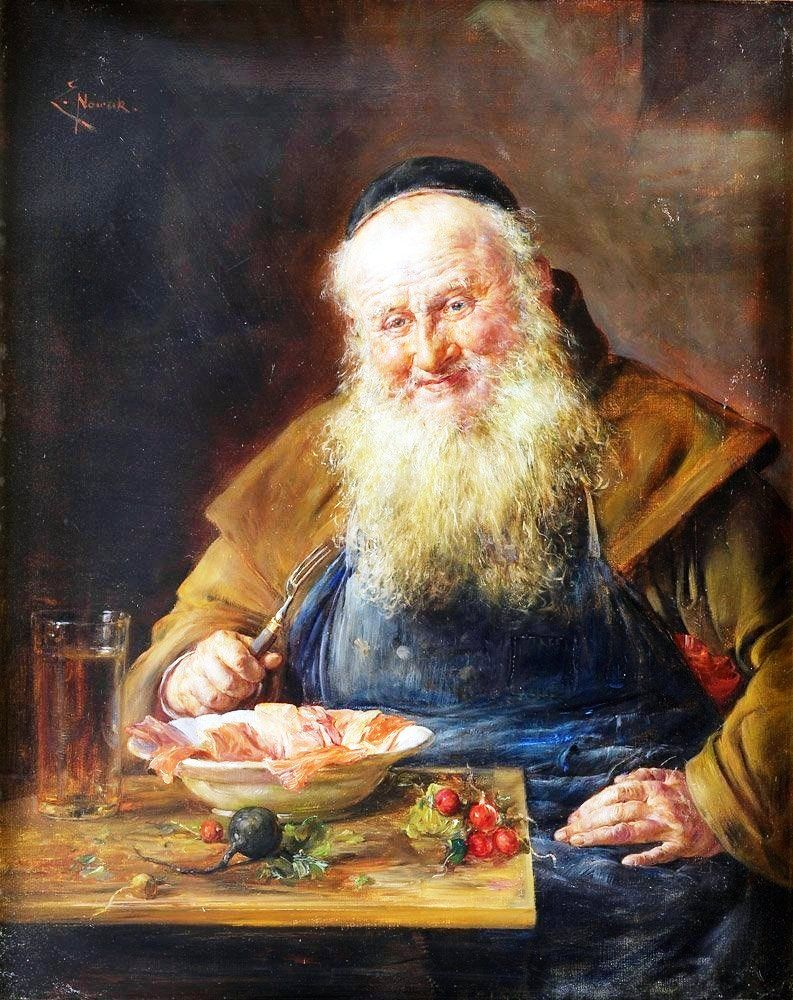
Le Moine, date inconnue.
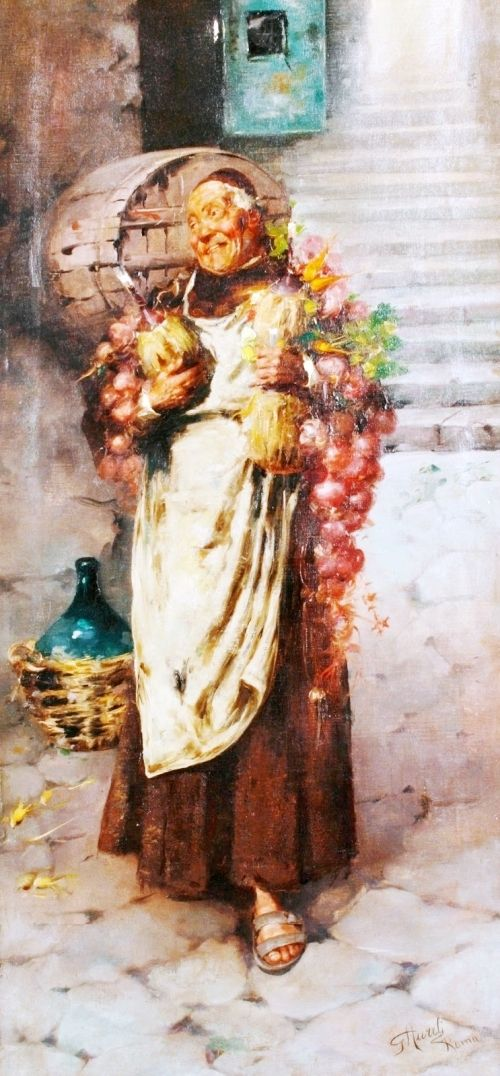
Le Moine aux oignons, date inconnue.
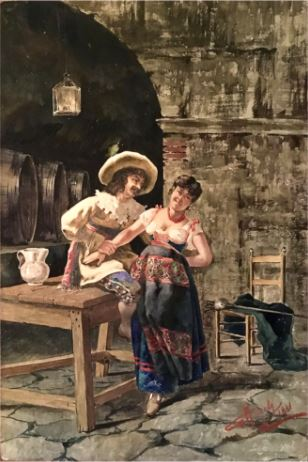
Romance dans la cave à vin, 1881

### Sélection de peintures
- Un rendez-vous pour la chasse dans les années 1500 (Rome, 1883).
- Carica Lancieri Aoste à la bataille de Custoza (Rome, 1866).
- Romance dans la cave à vin (1881).
- Emmanuel Philibert revient à Turin après la bataille de Saint-Quentin (Turin, 1884).
- Introduction parmi les ruines (1885).
- Heures d'inactivité dans le harem.
- Potins dans le harem.
- Le Porteur d'eau.
- Marguerite de Valois rejoint son mari Henri de Navarre (Bologne, 1888).
- Henri de Navarre domanda un Carlo IX de la main de sa sœur Margaret (Monaco, 1888).
- Mariage d'Henri de Navarre et de Marguerite de Valois sous Charles IX (Paris).
- Femme avec instrument à cordes.
- Scène de harem.
- Beauté orientale (nd ) Galerie Mathaf, Londres.